# Руденко, Юлия Витальевна
Юлия Витальевна Руденко, в девичестве Гузева (родилась 26 мая 1990 года в Краснодаре) — российская регбистка, играющая на позиции трёхчетвертной за команду «Красный Яр». Чемпионка Европы 2014 и 2016 годов по регби-7. Мастер спорта России.

## Биография
До 2008 года занималась лёгкой атлетикой (бег на 100 метров с барьерами) и была кандидатом в мастера спорта по лёгкой атлетике. С 2008 по 2013 годы играла за команду «Южанка», которая позднее была переименована в ЦСП №4. Выступает на позиции трёхчетвертной, хотя может играть также и на позиции хукера. Не раз становилась призёром чемпионата России по регби-7 в составе краснодарского клуба, считалась одной из звёзд команды. В 2013 году пропустила весь сезон из-за травмы, в межсезонье перешла в «Красный Яр». В составе «Красного Яра» в 2017 году завоевала Кубок России по регби-7, занеся в финале против «Енисея-СТМ» попытку.
В составе женской сборной России по регби-7 выступала на чемпионате Европы 2009 года (команда заняла 7-е место). Также выигрывала чемпионаты Европы 2014 и 2016 годов, выступая на разных этапах Европейского Гран-При.
Участница и бронзовый призёр чемпионата Европы по регби-15 2016 года в Испании.

## Семья
25 августа 2016 года вышла замуж за регбиста Владимира Руденко и взяла его фамилию.